# Estación de Hospital (Metrorrey)
La estación Hospital, también conocida como Metro Hospital, es la novena estación de la línea 1 del Metro de Monterrey. Fue inaugurada el 25 de abril de 1991.
Está ubicada en la Av. Simón Bolívar, cerca de la Av. Madero, en la colonia Mitras Centro, en la ciudad de Monterrey. Se encuentra a una cuadra de la parroquia de Nuestra Señora del Refugio. La estación es llamada así debido a su cercanía con el Hospital Universitario. El logotipo de la estación está representado por la esquematización de la fachada del Hospital Universitario José Eleuterio González, más conocido como Gonzalitos.
Dado su cercanía, la estación cuenta con servicio de dos rutas Tigrebus, una hacia el Campus Salud y la otra hacia la Preparatoria Técnica Médica de la Universidad de Autónoma de Nuevo León y por ende al Hospital Universitario. La escuelas de la Universidad de Autónoma de Nuevo León a las que brinda servicio son: Preparatoria #15 Madero, Facultad de Salud Pública y Nutrición, Facultad de Enfermería, Facultad de Psicología y Facultad de Medicina.
En la estación Hospital se encuentran varios establecimientos, donde destacan tiendas de conveniencia Oxxo.